# Crashtest-Dummy

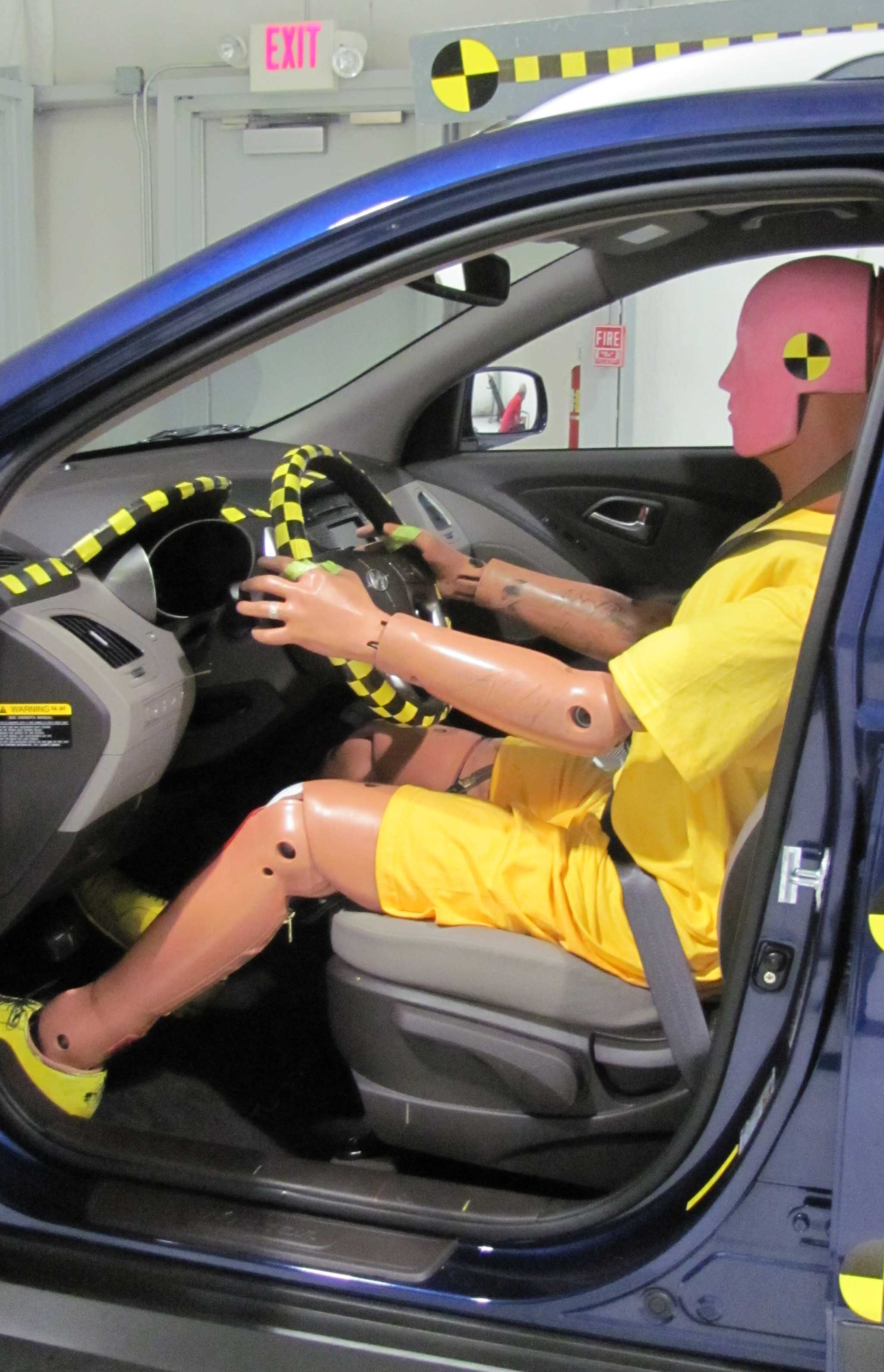
Crashtest-Dummy in einem Auto

Crashtest-Dummys (Anthropomorphic Test Devices [ˌæntθɹəpəʊˈmɔːfɪk tɛst dɪˈvaɪsɪz], kurz ATDs) sind lebensgroße Puppen, mit denen die Auswirkungen von Verkehrsunfällen auf den menschlichen Körper simuliert werden. Dummy [ˈdʌmɪ] stammt aus dem Englischen und steht für ‚Attrappe‘.
Die Dummys sind dazu mit zahlreichen Sensoren ausgerüstet, die die Belastungen während eines Crashtests messen. Sie müssen in ihren biomechanischen Eigenschaften mit denen des menschlichen Körpers im Optimalfall übereinstimmen – beispielsweise in den Abmessungen und Massen der einzelnen Körperteile sowie der Steifheit der verschiedenen Gelenke – damit sie die Realität möglichst gut simulieren. Es gibt Dummys, die männliche oder weibliche Körper simulieren, sowie Ausführungen für verschiedene Körpergrößen bzw. Altersstufen. Die Kalibrierung der Dummys geschieht in erster Linie durch den Vergleich mit Daten aus Leichenversuchen.
Crashtest-Dummys sind in der letzten Zeit für die Entwicklung nahezu aller Fahrzeuge unentbehrlich geworden und sind in manchen Fällen vorgeschrieben, um die Zulassung eines neuen Fahrzeugmodells zu erwirken.

## Unfallforschung vor der Entwicklung von Crashtest-Dummys

### Das Bedürfnis nach Unfallforschung
Am 31. August des Jahres 1869 – so wird angenommen – wurde die irische Wissenschaftlerin Mary Ward das erste Opfer eines Autounfalls. Sie fuhr in Parsonstown (Irland) mit ihrem Ehemann in einem mit Dampfkraft betriebenen Fahrzeug und wurde herausgeschleudert, was dazu führte, dass sie überrollt wurde. Henry Bliss fand Eingang in die Geschichtsbücher, da er am 13. September des Jahres 1899 das erste Autounfallopfer Nordamerikas wurde, als er beim Verlassen einer Straßenbahn in New York City angefahren wurde. Seit dieser Anfangszeit der Automobile sind weltweit schätzungsweise über 20 Millionen Menschen in Autounfällen gestorben.
Das Bedürfnis nach Unfallforschung für die Automobilbranche entstand sehr bald nach dem Beginn der kommerziellen Automobilproduktion in den späten 1890er Jahren. Schon in den 1930er Jahren wurde das Automobil zu einem normalen Bestandteil des öffentlichen Lebens. Aufgrund des dabei steigenden Verkehrsaufkommens an Fahrzeugen, deren Entwickler sich über die Sicherheit anderer Verkehrsteilnehmer wenig Gedanken machten, wurden die Todesraten im öffentlichen Straßenverkehr eine ernste Angelegenheit. Die Todesrate hatte einen Wert von 15,6 Todesfällen pro 100 Millionen Automobilmeilen erreicht – es war weiterhin von einem stetigen Anstieg zusammen mit der Verkehrsdichte auszugehen (zum Vergleich: der heutige Wert liegt trotz weit höherer Verkehrsdichte bei ca. 1,8 Todesfällen pro 100 Millionen Automeilen).
In den 1930er Jahren war die Fahrgastzelle selbst bei Verkehrsunfällen mit niedriger Geschwindigkeit nicht ausreichend sicher. Die Armaturenpulte waren aus hartem Metall, das Lenkrad war steif angebracht und fest verschraubt, und herausstehende Knöpfe, unflexible Hebel sowie Gestänge stellten im Fall eines Zusammenpralls tödliche Gefahren dar. Es gab keine Sicherheitsgurte, weswegen die Insassen schon bei geringen frontalen Aufprallgeschwindigkeiten durch die Windschutzscheibe geschleudert wurden, wobei oft nur geringe Überlebenschancen bestanden. Vor der Einführung der Ganzstahlkarosserien waren die Aufbauten aus einem instabilen blechbeplankten Holzgerippe und falteten sich bei einem Aufprall zusammen, sodass die Aufprallkräfte direkt und nahezu ungehemmt auf die Insassen wirkten. Bis in die späten 1950er Jahren gab es Aussagen von Fahrzeugherstellern, dass Autounfälle „einfach nicht überlebbar“ seien. Die Kräfte in einem Verkehrsunfall seien schon bei niedrigen Geschwindigkeiten zu groß und der menschliche Körper zu verletzlich.
Einige Fahrzeugentwickler jedoch nahmen diesen Missstand zum Anlass, mit der Forschung für die Produktsicherheit ihrer Automobile anzufangen. Die Automobil-Unfallforschung war geboren, und schon bald wurden erste Tests an Freiwilligen durchgeführt.

### Forschung an Leichen
Die Wayne State University in Detroit war der erste Ort, an dem mit der wissenschaftlichen Datensammlung über Auswirkungen von Autounfällen auf den menschlichen Körper begonnen wurde. In den späten 1930er Jahren gab es keine wissenschaftlichen Untersuchungen bezüglich des Verhaltens von menschlichen Körpern bei schwereren physikalischen Belastungen sowie keine wissenschaftlichen Methoden, um diese zu bestimmen. Die Wissenschaft der Biomechanik war nahezu unberührtes Gebiet. Es war daher in der aufkeimenden Unfallforschung erforderlich, neue Daten zu generieren.
Die ersten Versuchsobjekte waren menschliche Leichen, die in Leichenversuchen zur Messung der grundlegenden Widerstandsfähigkeit des menschlichen Körpers gegen Quetsch- und Zerrkräfte, wie sie in Automobilunfällen die Regel sind, gebraucht wurden. Zur Messung dieser Parameter wurden Stahlgewichte auf Körperteile und Knochen sowie ganze Körper in ungenutzten Aufzugschächten fallen gelassen. Jeweils konnte durch den freien Fall die Beschleunigung der fallenden Objekte am einfachsten bestimmt werden. Ein weiterer Schritt war, dass Leichen – mit Beschleunigungsmessern versehen – in Automobilen festgebunden wurden, und diese Versuchsaufbauten in frontalen Zusammenstößen sowie Überschlägen genutzt wurden.
Im Artikel Journal of Trauma von Albert King aus dem Jahr 1995 zeigt der Abschnitt Humanitarian Benefits of Cadaver Research on Injury Prevention die rückgehende Anzahl Getöteter bei Automobilunfällen und somit den Wert der Leichenforschung für den Schutz von Menschenleben. Die Berechnungen zeigen, dass infolge der Automobildesign-Änderungen bis zum Jahr 1987 dank Leichenforschung jährlich ca. 8500 Leben gerettet wurden. Er bemerkt dabei, dass für jede zu Forschungszwecken genutzte Leiche jährlich 61 Menschen überlebten, da sie einen Sicherheitsgurt trügen. 147 Menschen überlebten, weil sie durch Airbags gerettet würden, sowie 68 überlebten, weil die Windschutzscheiben angepasst wurden.
Die Forschung an Leichen jedoch brachte zahlreiche Probleme sowie Ungenauigkeiten mit sich. Es gab zunächst ganz grundlegende Forschungshemmnisse, denn die verwendeten Leichen waren nicht repräsentativ für den demografischen Durchschnitt der Unfallopfer, da es sich bei den ausgewählten, ausschließlich nicht gewaltsam Verstorbenen, fast ausschließlich um ältere Erwachsene handelte. Es bestanden zudem moralische sowie ethische Bedenken, ob eine solche Forschung an Toten überhaupt ausgeübt werden dürfe. Auch gab es nur vereinzelte Versuche an Leichen von Kindern, denn diese wurden den Forschern nur selten zur Verfügung gestellt. Leichen von Unfällen konnten meist nicht herangezogen werden, da sie aufgrund der bestehenden Verletzungen keine fehlerfreie Simulation zugelassen und die Versuchsergebnisse kompromittiert hätten. Da die Leichen physisch jeweils unterschiedlich und kaum fehlerfrei vergleichbar waren, sowie ein Versuchsobjekt nicht mehrfach gebraucht werden konnte, gab es große Schwierigkeiten, verlässliche Datensätze zu erstellen. Aus diesen Gründen hatten die Forscher zeitweise Mangel an Versuchsobjekten, und die biometrischen Daten ihrer Ergebnisse beschränkten sich nahezu nur auf ältere, weiße Männer.
An der TU-Graz wurden 2005 im Rahmen eines EU-Projektes Schleudertests mit Leichen durchgeführt.

### Unfallforschung an Freiwilligen

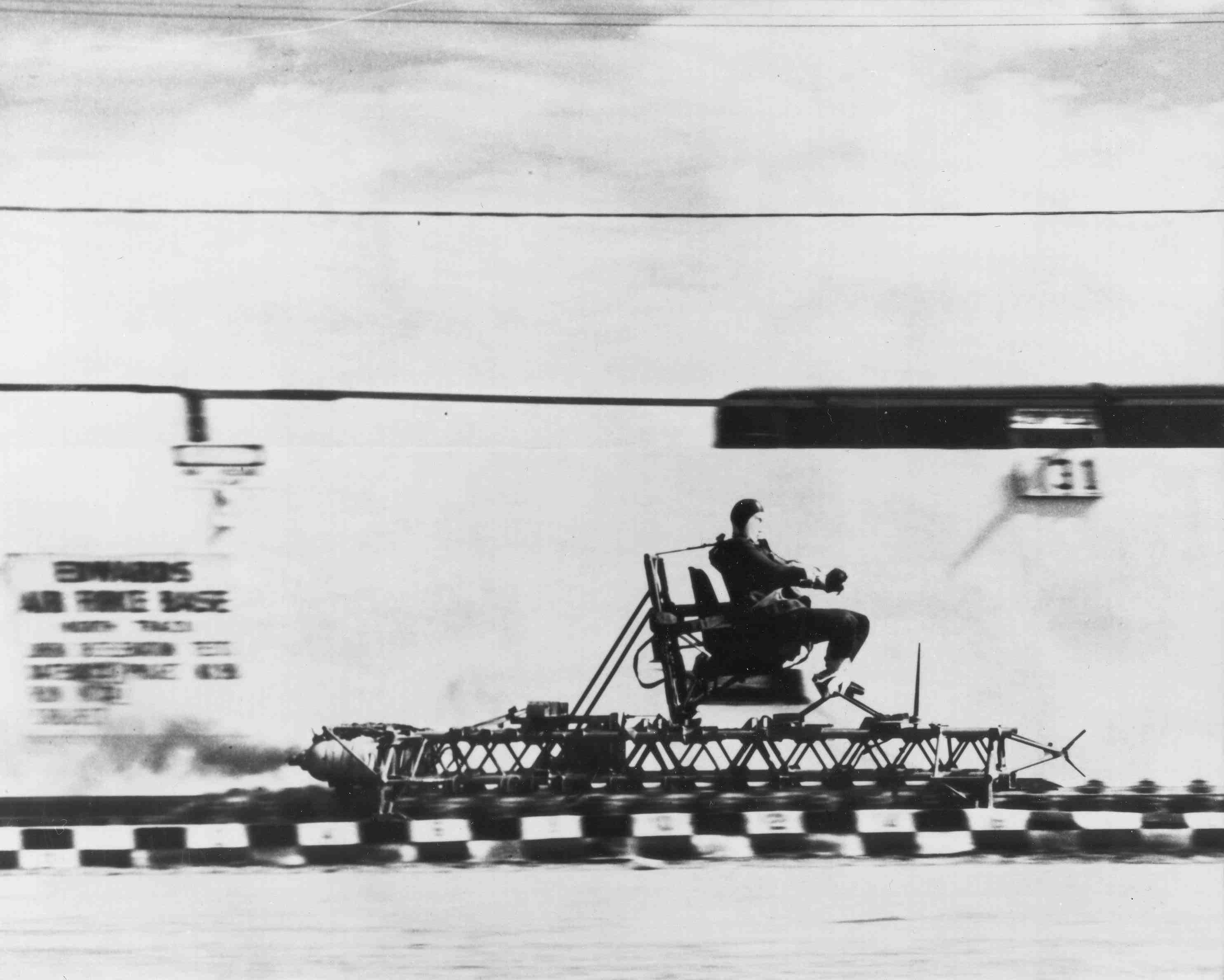
Colonel Stapp während eines Selbstversuchs auf dem Raketenschlitten

Einige Forscher stellten sich selbst als freiwillige Versuchsobjekte zur Verfügung. Colonel John Paul Stapp (USAF) beispielsweise ließ sich auf einem Raketenschlitten in mehreren Versuchen auf zum Teil bis zu 1000 km/h beschleunigen, und dann in unter einer Sekunde abbremsen. Lawrence Patrick, ein mittlerweile emeritierter Professor von der Wayne State University (Detroit), machte über 400 Versuche auf einem Raketenschlitten, um die Effekte der negativen Beschleunigung (Verzögerung, Abbremsung) auf den menschlichen Körper zu untersuchen. Er und seine Studenten erlaubten es, dass ihnen schwere Stahlgewichte auf die Brust sowie ins Gesicht fallen gelassen wurden, um Schläge beim Aufprall während eines Verkehrsunfalls zu simulieren. Auch wurde ihnen zersplittertes Glas entgegengeblasen, um die Effekte eines Bruches der Windschutzscheibe während der Fahrt oder beim Aufprall zu simulieren.
Während er zugab, dass er „leichte Schmerzen“ (engl.: „a little sore“) hatte, sagte Patrick, dass die Forschung seines Teams bahnbrechend in der Entwicklung mathematischer Modelle sein werde, an der zukünftige Forschung gemessen werden könne.
Obwohl zwar Daten von Freiwilligentests vorlagen, wurden Versuche an Menschen nicht über die Grenzen gewisser physischer Belastbarkeit (z. B. Schmerzen) hinaus durchgeführt. Zur Sammlung von Informationen über die Auswirkungen schwererer Belastungen sowie den Erfolg möglicher Schutzeinrichtungen wurden weiterhin andere Versuchsobjekte benötigt.
Vereinzelt nahmen auch später noch Menschen am Crashtest teil. Beispielsweise beauftragte das Allianzzentrum für Technik in Deutschland 1980 den finnischen Rallyefahrer Rauno Aaltonen, mit einem Pkw mit 50 km/h auf einen stehenden Pkw aufzufahren, wobei vergleichende Messungen an menschlichem Fahrer und Dummy-Beifahrer durchgeführt wurden. Dabei zeigte sich, dass das passive Verhalten des Dummys beim Unfallhergang deutlich andere und schwerere Beanspruchungen simulierte, als sie am lebendigen Fahrer tatsächlich auftraten.

### Tierversuche
Mitte der 1950er Jahre waren viele Möglichkeiten der Leichenforschung bereits ausgeschöpft. Es bestand jedoch immer noch Bedarf an Forschung an der Überlebbarkeit von Unfällen in Bereichen, in denen die Leichen schlechte Versuchsobjekte darstellten. Da Leichen als Versuchsobjekte zudem noch immer schlecht verfügbar waren, waren die Forscher gezwungen, andere Versuchsobjekte zu besorgen: Es wurden nun auch Tiere für die Unfallforschung akquiriert (Tierversuche). Einem Bericht von Mary Roach von der Eighth Stapp Car Crash and Field Demonstration Conference (zu deutsch in etwa: Achte Stapp Autounfall- und Feld-Demonstrations-Konferenz) zufolge ereigneten sich Versuche mit Schimpansen auf Raketenschlitten, einem Bären in einer Aufprall-Schaukel sowie mit einem betäubten Schwein in einer Sitzposition vor dem Lenkrad (Zitat: „We saw chimpanzees riding rocket sleds, a bear on an impact swing… We observed a pig, anesthetized and placed in a sitting position on the swing in the harness, crashed into a deep-dish steering wheel at about 10 mph.“).
Wichtige Forschung, die weder mit Leichen noch mit Freiwilligen durchgeführt werden konnte, war die an der Reduzierung von Verletzungen, die durch den Aufprall auf das Lenkrad verursacht wurden. Bis zum Jahr 1964 kamen einigen Angaben zufolge über eine Million Menschen in Verkehrsunfällen dieser Art um. Die Einführung des sich beim Aufprall einfaltenden und nachgebenden Lenkrades durch General Motors in den frühen 1960er Jahren verringerte die Todesrate durch Lenkräder um fünfzig Prozent. Die häufigsten Versuchsobjekte für Kollisionen im Innenraum von Fahrzeugen waren Schweine (Project Barbecue), weil ihr Körperaufbau im unteren Brustbereich dem des Menschen halbwegs ähnelt, sie im Fahrzeug in recht gut angenäherter Sitzposition verharren konnten und ihre Rippen bei nahezu denselben Belastungen brechen wie beim Menschen. Die Fähigkeit, aufrecht zu sitzen, war generell eine wichtige Bedingung für Tierversuche. Es wurde mit Tieren weiterhin Forschung zu Kopfverletzungen menschlicher Opfer durch das Armaturenbrett und die darauf angebrachten Schalter sowie den Rückspiegel vorgenommen.
Welchen Belastungen die Tiere dabei ausgesetzt waren, dokumentierten Reporter der Zeitschrift stern 1980 in einem Institut im französischen Bron, wo Paviane, Hunde, aber vor allem Schweine benutzt wurden. Letztere sind im Auftrag der europäischen Autoindustrie zu dieser Zeit jährlich tausendfach in künstlich simulierten Unfällen eingesetzt worden. Der wissenschaftliche Leiter der Versuche in Bron, die von der Bundesanstalt für Straßenwesen gefördert wurden, begründete den hohen Tierverschleiß damit, dass jeder Unfall anders verlaufe und jede Änderung an Karosserie, Sicherheitsgurten oder Kopfstützen lange Versuchsreihen erfordere, um die jeweilige Belastbarkeit statistisch zu erfassen. Tote Körper hielt er wegen der fehlenden Muskelanspannung für ungeeignet. Während die Schweine vor dem Crash Beruhigungsmittel bekamen, wurden die mit Hirnelektroden versehenen Affen und Hunde häufig nicht betäubt, da die Forscher möglichst viele unverfälschte Daten – Empfindungen eingeschlossen – gewinnen wollten. Paviane wurden in Bron aus Kostengründen mehrfach verwendet, daher mussten die Tierpfleger sie oft mit brutaler Gewalt auf den Schlitten spannen: „Manche Affen werden nach einigen Versuchen so verrückt, dass wir sie nur noch für den ganz großen Knall verwenden können, nach dem sie garantiert hin sind.“
Der Schriftsteller Hans Ruesch und die Zeitschrift Quick berichteten über Versuche aus dem Jahr 1965, in denen Pathologen an der Medizinischen Fakultät der Tulane-Universität 200 Rhesusaffen auf Anprallschlitten gegen eine Mauer geschleudert hatten, um die Auswirkungen von Verkehrsunfällen zu studieren. Derartige – öffentlich geförderte – Versuche vermehrten sich Mitte der 1960er-Jahre vor allem in den USA rapide. Die Tulane-Experimente etwa wurden an der Universität von Oklahoma mit trächtigen Pavianweibchen wiederholt.
Während bereits Versuche an Leichen einigen Widerstand in der Bevölkerung hervorriefen, beispielsweise durch religiöse Institutionen, gab es doch eine gewisse Akzeptanz, da durch diese schmerzfreien Versuchsobjekte Menschenleben gerettet werden konnten. Die Tierforschung hingegen rief deutlich heftigeren Widerstand bei Tierrechtsgruppen hervor, die vehementen Protest an der Forschung an Schmerz empfindenden Lebewesen äußerten. So wurden in Michigan im Februar 1978 Crashtests mit Pavianen durch Proteste gestoppt. Während einige Forscher Tierversuche unterstützten, weil sie verlässliche, wenn auch nicht völlig adäquate Daten lieferten, gab es schwere ethische Bedenken dagegen.
Tierversuche werden – Angaben zufolge – heute durch keinen der größeren Automobilhersteller mehr durchgeführt. General Motors beispielsweise beendete die Lebendversuche im Jahr 1993, zahlreiche andere Hersteller taten dies im gleichen Zeitraum.

## Die Geschichte der ersten Dummys

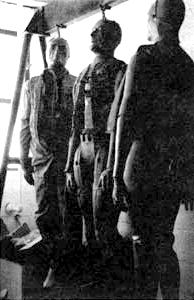
Kollektion von Dummys des Modells Sierra Sam

Der erste Crashtest-Dummy namens Sierra Sam wurde 1949 von der Firma Sierra Engineering Co. für die US-Luftwaffe gebaut und wurde für Tests von Schleudersitzen und Gurten verwendet. Diese Tests verliefen mit Geschwindigkeiten von bis zu 1000 km/h auf Raketenschlitten oder durch Fallenlassen der Dummys von einem Kran aus. Mit seiner Größe von 1,85 m entsprach er dem „95-Prozent-Mann“, mathematisch dem 95-Perzentil, das heißt, dass er größer und schwerer war als 95 % aller männlichen Erwachsenen.
In den frühen 1950er Jahren entwarfen Alderson und Grumman einen Dummy, der sowohl für die Automobil- als auch für die Flugzeugunfallforschung verwendet werden sollte. Alderson produzierte später die VIP-50-Serie für General Motors und Ford, welche durch das National Bureau of Standards übernommen wurde. Sierra folgte mit einem Dummy in Konkurrenz, dem Modell Sierra Stan, aber General Motors fand, dass keine der beiden Modellreihen den Ansprüchen entsprach. So entwickelten GM-Techniker das Modell Hybrid I, das die positiven Eigenschaften der beiden anderen Modelle in sich vereinigen sollte und die Durchschnittswerte in Körpergröße, Gewicht und Körpermaßen der männlichen Population hatte, weshalb er „50-Prozent-Mann“ genannt wurde. In Zusammenarbeit mit der Society of Automotive Engineers (SAE) teilte General Motors dieses Design mit den Konkurrenten.
Seitdem wurde viel Arbeit und Forschungsaufwand in die weitere wissenschaftliche Entwicklung der Dummys gesteckt. Das Modell Hybrid II wurde im Jahr 1972 entwickelt und hatte eine verbesserte Schulter-, Wirbelsäulen- und Knie-Mechanik; es wurde im Jahr 1973 vorgestellt. Diese beiden ersten, wirklich menschenähnlichen Dummys Hybrid I/II besaßen Beschleunigungsaufnehmer in Kopf, Brust und Becken und ein zusätzliches Messgerät, um die Kräfte im Oberschenkel zu bestimmen.
Die National Highway Traffic Safety Administration (NHTSA) kontaktierte General Motors mit dem Wunsch nach einem Modell mit zahlreichen, feineren Eigenschaften, die gegenüber Hybrid II verbessert werden mussten. Trotz großer Fortschritte in den verschiedenen Forschungsbereichen waren Hybrid I und Hybrid II immer noch recht grobe Modelle und ließen sich nicht für alle Tests einsetzen. Es wurde nun an einem neuen Dummy – dem Hybrid III – gearbeitet, der die Ansprüche erfüllen sollte.
Das Modell Hybrid III wurde im Jahr 1978 vorgestellt und findet noch bis heute Verwendung.

## Aktuelle Modellreihen von Crashtest-Dummys

### Die Hybrid-III-Familie

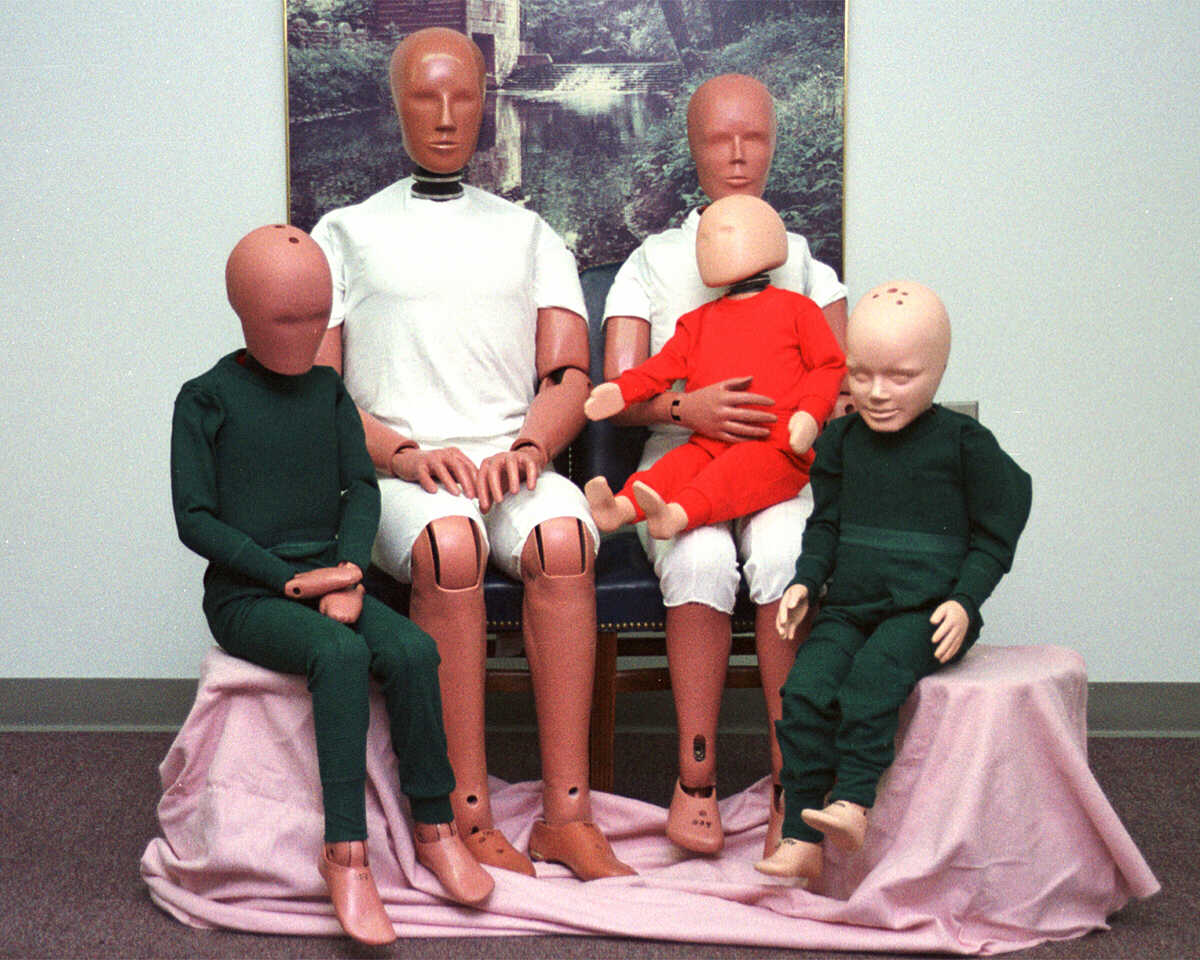
Eine „Familie“ von Hybrid-III-Crashtest-Dummys – Mann, Frau und drei Kinder verschiedener Körpergrößen

Der Hybrid III, der „50-Prozent-Mann“, der im Jahr 1976 von General Motors vorgestellt wurde, ist der verbreitetste Crashtest-Dummy und hat mittlerweile eine „Familie“, da es ihn in vielen verschiedenen Ausführungen mit unterschiedlichen Größen und Gewichten gibt.
Der am häufigsten verwendete HIII 50 % Middle Adult Male (engl. „middle“ für mittel, „adult“ für ausgewachsen und „male“ für männlich) mäße, wenn er aufrecht stehen könnte, 175 cm Körpergröße und wiegt 78 kg. Er entspricht dem durch den Hersteller angenommenen durchschnittlichen männlichen Autofahrer. Sein „großer Bruder“, der HIII 95 % Large Adult Male (engl. „large“ für groß), mäße aufrecht 188 cm Körpergröße und wiegt 101 kg. Er ist damit größer als 95 % der durch den Hersteller angenommenen männlichen Autofahrer. Das weibliche Exemplar HIII 5 % Small Adult Female (engl. „small“ für klein, „female“ für weiblich) mäße aufrecht 152 cm und wiegt 54 kg. Sie ist damit sehr klein: nur 5 % der durch den Hersteller angenommenen weiblichen Autofahrer sind kleiner. Den durchschnittlichen weiblichen Körper stellt keiner dieser drei Dummys dar.
Es gibt drei Hybrid-III-Kinder-Dummys, die Kinder mit einem Körpergewicht von 16,2 kg (für drei Jahre), 23,4 kg (für sechs Jahre) und 35,2 kg (für zehn Jahre) repräsentieren. Diese drei Modelle sind der Modellreihe erst nach denen für die Erwachsenen hinzugefügt worden.
Moderne Hybrid-III-Dummys können mit einer Vielzahl von Sensoren in Kopf, Nacken, Brust, Wirbelsäule, Becken und Beinen bestückt werden. Am häufigsten werden Beschleunigungsmesser und Kraftsensoren eingesetzt. Gebräuchlich sind aber auch Winkelmesser für die Knie und Winkelgeschwindigkeitsmesser für den Kopf.

### Weitere Modelle

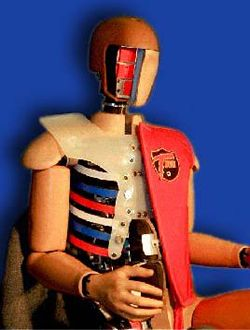
Dummy der Modellreihe THOR – der verbesserte Nachfolger des Hybrid III

Neben den weit verbreiteten Dummys der Modellreihen Hybrid, die für Frontaufprall-Versuche entwickelt wurden, gibt es noch eine Reihe von weiteren Dummys:
Beispielsweise Modelle, die der Untersuchung von Unfällen mit seitlichem Aufprall dienen, die SID (für side impact dummies (engl.), zu deutsch Seitenaufprall-Dummys):
Darunter den EuroSID – 1/2 (European Side Impact Dummy 1/2; Europäischer Seitenaufprall-Dummy) und den US-SID (amerikanischer SID), die jeweils für Europa und die Vereinigten Staaten dem Standard entsprechen.
Der BioRID II (Biofidelic Rear Impact Dummy II = dem Menschen biologisch nachempfundener Heckaufprall-Dummy) hilft bei der Entwicklung von sichereren Kopfstützen und Sitzen in Versuchen mit rückwärtigem Aufprall.
EvaRID ist ein in Schweden entwickelter, einer durchschnittlichen Frau nachempfundener virtueller Crashtest-Dummy. Ein entsprechender Prototyp eines Crashtest-Dummys, BioRID 50F, wurde für einen Vergleich dynamischer Eigenschaften relativ zum BioRID II erstellt.
CRABI ist ein Dummy, der bei der Untersuchung des Nutzens von Kindersitzen hilft, und den es repräsentativ für die Altersstufen sechs Monate, zwölf Monate und 18 Monate alter Kinder gibt.
THOR ist ein neuerer „50-Prozent-Mann“ und Nachfolger des Hybrid III. THOR hat eine verbesserte Wirbelsäule sowie ein verbessertes Becken, zudem enthält das Gesicht einige bisher nicht verwendete Sensoren zur Untersuchung von möglichen Gesichtsverletzungen. THOR ist mit einer größeren Anzahl an Sensoren ausgestattet, die zudem noch eine höhere Empfindlichkeit, und damit Genauigkeit, haben als die von Hybrid III.
Der Biofidel-Dummy (auch BD-Dummy genannt) ist ein ursprünglich in dem Ingenieurbüro Priester und Weyde durch studentische Arbeiten entwickelter anthropomorpher Testkörper, der als Surrogat für Fußgänger und Radfahrer für Full-Scale Crashversuche verwendet wird. Dieser Dummy ist nicht nur fähig, realitätsnahe Schadensbilder an Fahrzeugen zu erzeugen, sondern stimmt auch hinsichtlich der Biofidelität weitest möglich mit dem menschlichen Vorbild überein, um nicht nur ein menschenähnliches Bewegungsverhalten beim Crashversuch zu erhalten, sondern auch Rückschlüsse aus den Schäden am Dummy auf die Verletzungswahrscheinlichkeit ziehen zu können. 
- Dummy zur Reproduzierbarkeit menschlicher Verletzungen (Röntgenfähig)
- Knochenmaterial der Bruchfestigkeit des menschlichen Knochens nachempfunden
- Sehnen und Kreuzbänder in Knie- und Armgelenken an menschlicher Festigkeit orientiert

Er wird in Zusammenarbeit mit der Hochschule für Technik und Wirtschaft in Dresden weiterentwickelt. Die Herstellung und der Vertrieb erfolgen durch die Firma CTS crashtest-service.com GmbH (www.crashtest-service.com) in Münster.

## Der Testvorgang

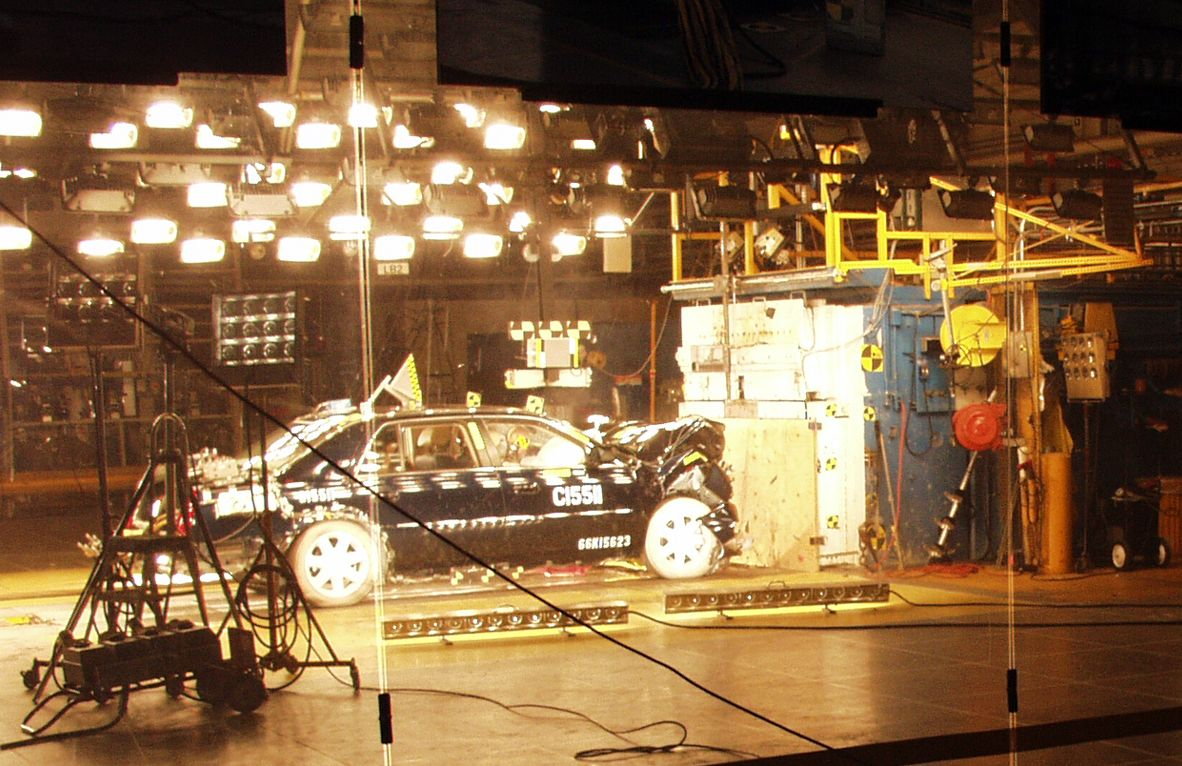
Versuchsaufbau eines Crashtests mit Frontalaufprall bei General Motors

Jeder Hybrid III wird vor einem Crashtest kalibriert. Sein Kopf wird entfernt und in einer Apparatur aus 40 cm Höhe fallen gelassen, um die Instrumente darin abzustimmen.
Danach wird der Kopf an die Schulterpartie angeschraubt, und es wird nach kurzer Beschleunigung und abrupter Abbremsung die Flexibilität des Genicks überprüft. Schließlich werden Schulterpartie und Kopf mit dem Torso verbunden, welcher in einer Testapparatur von einem Pendel angeschlagen wurde, um die Flexibilität des Brustkorbes zu überprüfen.
Nachdem die Messbereitschaft des Dummys überprüft worden ist, wird er in gelb gekleidet sowie mit flüssiger Farbe an Kopf und Knien versehen. Der Dummy wird in eine Testvorrichtung (z. B. Schlitten) oder ein vollständiges Testfahrzeug gesetzt. Er nimmt während des Aufpralls mit seinen eingebauten Instrumenten über 30 unterschiedliche Daten auf, markiert mit der Farbe die Aufschlagstellen, und wird von Hochgeschwindigkeitskameras gefilmt. Die Daten werden mittels Kabeln von den Sensoren zu einer Messanlage innerhalb des Fahrzeugs geführt (analoge Technik). Es gibt digitale Versionen von Dummys, bei denen die Daten in einer Miniatur-Datenanlage im Dummy (In-Dummy-Messanlage) gespeichert werden und nach dem Versuch aus der Anlage ausgelesen und weiterverarbeitet werden. Die Daten werden auf einem Speicher in der Brust des Dummys aufgezeichnet. Ein für Motorräder zum Einsatz kommender Dummy basiert vollkommen auf der digitalen Technik und Messwerterfassung.
Da der Hybrid ein standardisiertes Versuchsobjekt ist, können die Teile untereinander ausgetauscht und im Fall eines Defekts einzeln ersetzt werden. Natürlich sind die Geräte für mehrfache Verwendung ausgelegt. Ein vollständig ausgerüsteter Dummy hat einen Wert von etwa 150.000 Euro.

## Regelungen
Für die Sicherheit von Erwachsenen bei einem Aufprall werden in Europa fünf durch die Wirtschaftskommission für Europa (UNECE) festgelegte ECE-Regelungen verwendet: R16 für den Sicherheitsgurt, R94 und R137 für den Frontalaufprall sowie R95 und R135 für den Seitenaufprall. In den Vereinigten Staaten werden die Regeln FMVSS 208 für den Frontalaufprall und FMVSS 214 für den Seitenaufprall verwendet. Die Regeln und Tests sind in erster Linie am männlichen Körperbau ausgerichtet. Sie sieht die Regelung R94 (Schutz der Insassen bei einem Frontalaufprall) eine Prüfpuppe Hybrid III vor, die den Hauptabmessungen eines 50-Perzentil-Mannes der Vereinigten Staaten von Amerika entspricht. Die ECE-Regelung R95 (Schutz der Insassen bei einem Seitenaufprall) definiert die technischen Merkmale für Prüfpuppen für den Seitenaufprall ebenfalls durch den 50-Perzentil-Mann. Tests mit Prüfpuppen, die beide Geschlechter repräsentieren, sind in Europa nicht vorgeschrieben. In den USA müssen Hersteller inzwischen für Tests zu Frontalkollisionen auch Dummys verwenden, die sich an der weiblichen Anatomie orientieren. Die Euro NCAP, welche Tests für Verbraucher durchführt, setzte erstmals 2015 an der weiblichen Anatomie orientierte Dummys ein.

## Die Zukunft der Crashtest-Dummys

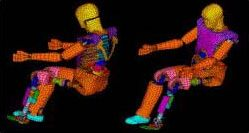
3D-Computersimulation des Verhaltens eines Crashtest-Dummys

Crashtest-Dummys haben in der Unfallforschung zur Erstellung von Datensätzen zu den Folgen von Verkehrsunfällen für den menschlichen Körper beigetragen. Es wurden zahlreiche gefährdende Parameter, wie beispielsweise das Fahrzeugdesign, verbessert.
Mittlerweile ist die Ausbeute neuer Daten für die Forschung recht gering geworden. Seit das Problem der Reproduzierbarkeit eines Versuches gegenüber den Leichen- und Tierversuchen ausgeräumt wurde, besteht noch immer das Problem, dass die verwendeten Testfahrzeuge nicht immer ein identisches Verhalten zeigen (d. h. eine Serienstreuung aufweisen) und nur jeweils ein einziges Mal benutzt werden können.
Ein weiteres Problem ist, dass Dummys nur näherungsweise einen Menschen repräsentieren. Beispielsweise ist die Untersuchung der Auswirkungen auf innere Organe bestenfalls grob und kann durch Leichenversuche zwar besser, aber doch nicht zufriedenstellend durchgeführt werden.
Die Zukunft der Crashtests zeichnet sich in Computer-Modellen ab. Die Modelle sind noch nicht genau genug, um Computersimulationen ganzer Körpersysteme in solchen Situationen durchzuführen. Es ist aufwändig, alle relevanten Randbedingungen, sowohl des Autos mit dessen Steifigkeiten als auch des menschlichen Körpers, verlässlich zu modellieren. Einflussparameter sind kontrollierter variierbar. Computersimulationen können den Bedarf an physischen Tests auf ein Minimum reduzieren.
Momentan ist für die gesetzliche Zertifizierung neuer Fahrzeugmodelle die Untersuchung der Eigenschaften in physischen Crashtests – mit Crashtest-Dummys – vorgeschrieben.
Der forensische Sachverständige für Verkehrsunfälle Michael Weyde (Berlin) hat in Zusammenarbeit mit der Hochschule für Technik und Wirtschaft Dresden (HTW) einen neuartigen Dummy entwickelt. Weyde beobachtete bei simulierten Fahrzeug-Fußgänger-Kollisionen, dass die Schäden an den Dummys unrealistisch waren. Grund dafür ist, dass die üblichen Dummys mit ihrem Stahl- oder Aluminium-Skelett zu steif sind. Der neuartige Biofidel-Dummy besteht aus Materialien, deren physikalische Eigenschaften den realen „Bauteilen“ des menschlichen Körpers möglichst ähneln. Knochen aus Epoxidharz und Aluminiumpulver entsprechen in Dichte, Struktur und Bruchfestigkeit annähernd dem menschlichen Pendant; Bänder und Sehnen bestehen aus Polypropylen und Weichteilgewebe aus Silikon und Acryl. Forschung und Entwicklung werden vom Bundeswirtschaftsministerium gefördert.

## Crashtest-Dummys in der Kulturlandschaft

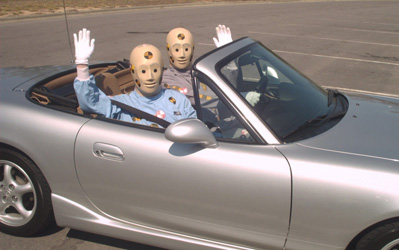
Die sprechenden Crashtest-Dummys des US Departments of Transportation, Vince und Larry

Das menschenähnliche Aussehen der Crashtest-Dummys führte zur häufigen anthropomorphen Verwendung der Dummys in der Kulturlandschaft seit ihrer Entwicklung.
In den 1980ern brachte das US Department of Transportation (US-amerikanisches Verkehrsministerium) einen Werbespot in eigener Sache in amerikanischen Magazinen und im dortigen Fernsehen heraus, in dem zwei sprechende Crashtest-Dummys namens Vince und Larry auf Slapstick-Art über Sicherheitsbelange in Fahrzeugen (zum Beispiel Sicherheitsgurte) sprachen. Die Kampagne mit dem englischen Slogan „You can Learn a Lot from a Dummy“ (zu deutsch „Sie können viel von einem Dummy lernen“) war so populär, dass die beiden Figuren seitdem regelmäßig in Sicherheitskampagnen – bevorzugt für Kinder – auftauchen.
In den frühen 1990er Jahren entwickelte Tyco Toys eine Reihe von Actionfiguren namens The Incredible Crash Dummies (engl., zu deutsch: Die unglaublichen Crashtest-Dummys), die auf den Werbesendungen basierte. Die farbenfrohen Spielzeuge fielen beim Druck auf einen Knopf an ihrem Bauch auseinander und konnten danach wieder zusammengebaut werden. Es gab zudem Fahrzeuge, die ebenfalls nach dem „Crashtest“ durch das Kind wieder zusammengebaut werden konnten.
Die Popularität der Spielzeuge zog eine 22-minütige Fernsehsendung mit gleichem Titel nach sich, die in für die Zeit einzigartiger Weise ganz mit 3D-Computeranimations-Filmtechnik hergestellt war. Zudem gab es eine Comicreihe sowie ein Nintendo-Videospiel (für das NES) und auch eins für den Nintendo Game Boy.
In den geschnittenen Versionen der Rennspiel-Serie FlatOut werden statt menschlichen Fahrern Crashtest-Dummys eingesetzt.
Ende der 1980er Jahre benannte sich eine kanadische Rockband Crash Test Dummies.
Die Firma Denton ATD ist der bekannteste Hersteller von Crashtest-Dummys für die Automobilindustrie in den Vereinigten Staaten und hat diverse Vertretungen in anderen Ländern, auch in Deutschland. Dieses Unternehmen stellt unter anderem auch Modelle der Hybrid-III-Dummy-Familie her.

## Andere Menschenattrappen
- Paradummy – eine Fallschirmspringerattrappe, die vom Militär eingesetzt wurde
- Kieler Puppe – eine zweidimensionale Schablone der Körpergeometrie
- Resusci-Anne – eine Trainingspuppe für die Herz-Lungen-Wiederbelebung
- Ballast-Dummy – Grobe Körperabbildung für Belastungstests mit Körpergewicht